# Happy Valley (Alaska)
Happy Valley (englisch für „glückliches Tal“) (Dena’ina: Shtuhtałent) ist ein census-designated place (CDP) im Kenai Peninsula Borough in Alaska. Das U.S. Census Bureau ermittelte bei der Volkszählung 2020 eine Einwohnerzahl von 713.

## Geographie
Happy Valley befindet sich an der Westküste der Kenai-Halbinsel, am Sterling Highway (Alaska Route 1) etwa 34 km nordnordwestlich von Homer. Happy Valley hat einen 19 km langen Küstenstreifen am Cook Inlet. Das Happy Valley CDP grenzt im Norden an das Ninilchik CDP sowie im Süden an das Anchor Point CDP und an das Nikolaevsk CDP.

## Geschichte
1990 wurde Happy Valley ein census-designated place.

## Demografie
Zum Zeitpunkt der Volkszählung im Jahre 2020 (U.S. Census 2020) hatte Happy Valley 713 Einwohner auf einer Landfläche von 228,44 km². Von den Einwohnern waren 583 Weiße, 7 afrikanisch-amerikanischer Abstammung, 56 Indigene sowie 10 Asiaten. Beim Zensus im Jahr 2000 wurden 489 Einwohner gezählt, 2010 waren es 593. Somit war die Bevölkerungsentwicklung der letzten Jahre ansteigend.